# Killumney
Killumney är en ort i republiken Irland.   Den ligger i grevskapet County Cork och provinsen Munster, i den södra delen av landet, 230 km sydväst om huvudstaden Dublin. Killumney ligger 51 meter över havet och antalet invånare är 1 046.
Terrängen runt Killumney är platt. Runt Killumney är det tätbefolkat, med 286 invånare per kvadratkilometer. Närmaste större samhälle är Cork, 12,8 km öster om Killumney. Trakten runt Killumney består i huvudsak av gräsmarker.